# Kana Nishino
 (juin 2017).
Si vous disposez d'ouvrages ou d'articles de référence ou si vous connaissez des sites web de qualité traitant du thème abordé ici, merci de compléter l'article en donnant les références utiles à sa vérifiabilité et en les liant à la section « Notes et références ».
Kana Nishino (西野カナ, Nishino Kana), née le 18 mars 1989 à Matsusaka, dans la préfecture de Mie, au Japon est une auteure-compositrice-interprète de J-pop. Celle-ci signe un contrat avec le label SME Records Inc., mais ne sortira son premier single, « I », qu'en 2008, après une période de préparation. CNN a déclaré qu'elle était la chanteuse préférée d'adolescentes à Shibuya, à Tokyo.

## Biographie
Kana a étudié l'anglais dès son plus jeune âge et est allé deux fois en Amérique. Elle s'intéressait à différents genres de musique, dont le Hip-hop,le R&B et le Reggae, elle appréciait également la littérature japonaise et a commencé à chanter des chansons folkloriques japonaises. Son rêve de devenir chanteuse a commencé au lycée. À l'âge de 16 ans, sa mère a secrètement envoyé une démonstration à Miss Phoenix Audition, Kana fut classée comme une des meilleures chanteuse sur environ 40 000 candidats. Un an plus tard en 2006, elle signe des contrats avec des PME.

En 2007, alors qu'elle se préparait à être chanteuse et qu'elle étudiait la littérature_anglaise  au collège, Kana a rencontré le duo australien Nervo, qui lui a offert une chanson intitulée "I Do not Wanna Know" pour son utilisation dans son projet de musique. Kana a réécrit les paroles de la chanson en japonais, et l'a intitulé «I»,.
En décembre 2007, son site officiel a ouvert ses portes et le téléchargement numérique était disponible sur plusieurs sites japonais y compris Mora. Fait intéressant, la version originale de la chanson "I Do not Wanna Know" était disponible en téléchargement numérique sur le site ITunes d'Amérique dès le Nouvel An. La version physique a été diffusée deux mois plus tard, le 20 février 2008.
 
Le deuxième single de Kana s'appelait "Glowly Days". Son troisième single "Style." qui a été utilisé comme deuxième chanson thème de la série anime : Soul Eater. Son quatrième single "Make Up" est utilisé dans l'anime : Underground ONA Chocolate.
Après ses quatre premiers singles, sa musique a pris plus de R&B. Son cinquième single "Tōkutemo feat. Wise" a été sorti en tant que chanson numérique complète (Chaku Uta Full) le 11 mars 2009. Le CD physique a été lancé le 18 mars 2009. C'est son premier single physique Pour entrer dans les 50 premiers dans les charts uniques d'Oricon japonais. Le single numérique "Aenakutemo feat. Kana Nishino" de Wise a fait ses débuts au numéro 9 du tableau de pistes numériques RIAJ.
Kana a sorti son sixième single "Kimi ni Aitaku naru kara" le 3 juin 2009. Le single hit numéro 14 sur le classement unique hebdomadaire d'Oricon, étant sa meilleure sortie unique des six. La version numérique du single a débuté au numéro 5 du tableau de pistes numérique RIAJ.
Son album Love One a été publié le 24 juin 2009 et dispose des six singles, un b-side, "Celtic", un pro et un épilogue (avec "kirari"), ainsi que cinq chansons inédites: "poupée" (piste 3), " Girlfriend "(piste 4)," Kimi no Koe o feat. Verbal (M-Flo) "(piste 5)," Life goes on ... "(piste 7) et" candy "(piste 9). "Kimi no Koe o" a atteint le numéro 5 sur les charts numériques de RIAJ.
Kana a ensuite sorti son septième single "Motto…". Le téléchargement numérique de la chanson a commencé le 14 octobre et le CD physique a été diffusé le 21 octobre 2009. La chanson a débuté à la première place sur le RIAJ Digital Track Chart. Elle a publié le single "Dear ... / Maybe" le 2 décembre 2009. Après avoir sorti deux autres singles "Best Friend" et "Aitakute Aitakute", Kana sortait son deuxième album "To LOVE" le 23 juin 2010.
Le 4 août 2010, Kana a publié son onzième single, "If". Cette chanson a été utilisée comme thème final du film "Naruto Shippuden: The Lost Tower". Le single a atteint le numéro 5 sur les cartes Oricon et a été vendu plus de 85 000 exemplaires.
Son 12ème single, "Kimi tte", a été diffusé le 3 novembre 2010.
le 31 décembre 2010, Kana a participé au 61e Kohaku Uta Gassen avec "Best Friend". Le 9 février 2011, la chanson "Distance" a été diffusée. 
Elle a également collaboré avec Wise sur le single "In your side" qui a été publié le 16 mars 2011. Deux mois plus tard, le 18 mai 2011, son nouveau single «Esperanza» a été publié.
Au printemps de 2012, des photos de Kana sont apparues dans les magazines "CUTiE" "JELLY", "JJ", "Popteen", "Ray" et "ViVi".
En septembre 2012, Kana a sorti son 4ème album appelé Love Place. Il a été diffusé en deux versions: une édition limitée de CD + DVD et une édition régulière de CD uniquement. La chanson "Be Strong" a été utilisée pour promouvoir l'album. L'album a ensuite été relancé à Taïwan dans une version incluant un calendrier de bureau unique de 2013. L'album a remporté le meilleur prix dans le "Grand Prix record Nippon! Shining 54th".
De 2013 à 2014 :
Bien que ses singles aient été téléchargés à plusieurs reprises, ses ventes individuelles physiques ont commencé à diminuer. Kana publiera alors deux autres singles: "Believe", suivi de "Namidairo". 
Pour célébrer son 5ème anniversaire dans l'industrie de la musique, Kana annonce alors ses deux meilleurs albums "Love Collection ~pink~" et "Love Collection ~mint~" qui seront diffusés simultanément le 4 septembre 2013. La version Mint a atteint la place n ° 1 sur dans le chart Oricon et pink est venu en 2eme position. Les deux albums ont vendu près de 650 000 exemplaires. Un mois plus tard, elle publiera un autre single "Sayonara". Elle deviendra l'artiste solo féminine la plus vendue au Japon en 2013.
Sept mois plus tard, elle a sorti son 23ème single "We Do not Stop". Le single a atteint la place n ° 2 sur les charts Oricon vendant 33 000 exemplaires. En août, elle a publié sa musique country intitulée "Darling". Le single a atteint la place n ° 6 sur le chart Oricon vendant plus de 42 000 exemplaires et a été certifié 3x Platinum pour avoir été téléchargé plus de 750 000 fois, devenant ainsi l'une de ses chansons de succès les plus récentes. Elle a finalement publié la ballade "Suki. Le single a atteint la place n ° 9 sur le chart Oricon vendant seulement 24 803 exemplaires. En novembre, elle a sorti son 5e album " With love". L'album a atteint la place n ° 1 sur les charts Oricon vendant près de 270 000 exemplaires. Était le 2ème artiste solo le plus vendu au Japon en 2014.
Le 27 avril 2016, elle sortira son single "Anata no Suki na Tokoro" . ce titre a été inspirée par les cartes populaires "52 Reasons I love you" à l'étranger.
Le 27 octobre 2016, son 29ème single fera son apparition avec "Dear Bride" . La nouvelle chanson est décrite comme une douce chanson d'amour consacrée à une amie qui est sur le point de recommencer sa vie en tant que femme mariée. 2 versions du single, une version CD et une version CD-DVD seront disponibles. Le DVD aura la vidéo musicale et son dernier single "Have a nice day".
Le dernier album de Kana Nishino "Just love" a été l'album le plus vendu au Japon.Selon Oricon, «Just Love» a été vendu 126 233 exemplaires pendant la période comprise entre le 11 juillet 2016 et le 17 juillet 2016.
Le 3 mai 2017, Kana sortira son nouveau single, "Pa". La chanson sert de chanson CM pour la boisson Otsuka Foods "Vitamin Tansan MATCH". "Pa" est décrit comme une chanson pop optimiste qui aidera les auditeurs à souffler le stress et l'anxiété de la vie quotidienne.
Kana a publié la vidéo parfaite pour faire correspondre l'humeur de la chanson! La vidéo musicale pour "Pa" est un clip lumineux et heureux qui montre littéralement les gens qui soulignent la journée de travail et qui ne prennent plus soins d'eux. Cette danse a lieu sur une image géante d'une tranche d'ananas, pour compléter le thème unique.
le single "Girls" a été diffusé en plein air sur la télévision japonaise.Celui-ci sera le 31ème single de Kana et sortira le 26 juillet 2017.
"Les filles" est une chanson pop réjouissante qui rappelle les premiers travaux de Kana. La vidéo met en vedette Kana et un tas d'autres femmes marchant en toute confiance dans une rue. "Girls" servira de thème pour le jeu vidéo "The Mystery Journey de Layton: Katrielle et The Millionaires 'Conspiracy". Kana s'inspire du personnage principal Katrielle en travaillant sur la chanson. Elle voulait inciter les femmes à avoir le courage de se lever contre toutes leurs tribulations, qu'elles soient en train d'étudier, de se remettre d'un mal au cœur ou simplement de suivre leurs rêves.
Un autre point focal principal du clip est de voir les cheveux plus courts de Kana en mouvement : ses cheveux seront raccourci 31 cm!
Le 1er septembre 2017 : Kana Nishino a commencé le début de sa tournée pour célébrer son 10ème anniversaire. Intitulé "Kana Nishino Dome Tour 2017 Many Thanks", les premières dates ont eu lieu au Kyocera Dome à Osaka. Elle a effectué deux spectacles au total à Kyocera et fera deux autres spectacles au Tokyo Dome en septembre. Une fois que la tournée sera terminée,kana sera officiellement la plus jeune artiste féminine solo pour organiser des concerts dans ces deux lieux.
Le concept de la tournée est une fête de jardin. Pour ce faire, la scène a une piste étendue décorée comme un sentier avec de l'herbe verte luxuriante. La piste mène à l'étape principale où elle est ornée de diverses fleurs et de fleurs magnifiques. Des parties de la scène se déplacent également, ce qui permet au public de regarder de plus près la chanteuse.
Kana a attiré plus de 35 000 fans juste pour la date d'ouverture, ainsi que ses nombreux succès de signature Kana a surpris la foule avec une performance de son prochain single "Te Wo Tsunagu Riyuu". Le nouveau single est une chanson d'amour apaisante, Kana a décrit la piste comme un reflet de son amour pour la musique et de la reconnaissance envers toute personne qui a apporté son soutien au cours des années. Elle a encore commenté en disant "mon souhait est de toujours apprécier cette connexion que j'ai avec vous"
En outre, Kana a annoncé la sortie de son 7ème album studio "LOVE it". Kana a fait ses débuts en décembre 2007 avec le single numérique "I ~ Merry Christmas ver. ~" Et est devenu l'une des féministes les plus réussies de la dernière décennie. L'année dernière, elle a remporté l'un des prix les plus convoités de l'industrie en emmenant "Best Artist" aux Japan Record Awards.
Le single "Te Wo Tsunagu Riyuu" est publié le 18 octobre 2017 et l'album "LOVE it" sort le 15 novembre 2017.
Elle se marie 18 mars 2019.

## Discographie

### Studio albums
- 2009.06.24 : LOVE one.
- 2010.06.23 : To LOVE
- 2011.06.22 : Thank you, Love
- 2012.09.05 : Love place
- 2014.11.12 : With Love
- 2016.07.13 : Just Love
- 2017.11.15 : Love it (Nouvel album)

### Compilation albums
- 2013.09.04 : Love Collection: Pink
- 2013.09.04 : Love Collection: Mint
- 2015.11.18 : Secret Collection: Red
- 2015.11.18 : Secret Collection: Green

### Singles
- 2008.02.20 : I
- 2008.04.23 : Glowly days
- 2008.08.13 : Style.
- 2009.01.28 : MAKE UP
- 2009.03.18 : Tokutemo feat. WISE (遠くても; The Most Distant)
- 2009.06.03 : Kimi ni Aitaku naru kara(君に会いたくなるから; Because I've Grown to Miss You)
- 2009.10.21 : Motto…
- 2009.12.02 : Dear… / MAYBE
- 2010.02.24 : Best Friend
- 2010.05.19 : Aitakute Aitakute (会いたくて 会いたくて; I Want To See You, I Want To See You)
- 2010.08.04 : If
- 2010.11.03 : Kimi tte
- 2011.02.09 : Distance
- 2011.05.18 : Esperanza
- 2011.11.09 : Tatoe Donna ni…... (たとえ どんなに...; No Matter How...)
- 2012.03.07 : SAKURA, I love you?
- 2012.05.23 : Watashi-tachi (私たち; Us)
- 2012.07.25 : GO FOR IT!!
- 2012.11.07 : Always
- 2013.06.05 : Believe
- 2013.08.07 : Namida-iro(涙色; Color of Tears)
- 2013.10.23 : Sayonara  (さよなら; Goodbye)
- 2014.05.21 : We Don't Stop
- 2014.08.13 : Darling
- 2014.10.15 : Suki (好き; Amour)
- 2015.04.29 : Moshimo Unmei no Hito ga Iru no Nara (もしも運命の人がいるのなら; If I Had a Soulmate)
- 2015.09.09 : Torisetsu (トリセツ; Instruction Manual)
- 2016.04.27 : Anata no Suki na Tokoro (あなたの好きなところ; Things I Like About You)
- 2016.10.26 : Dear Bride
- 2017.05.03 : Pa (パッ)
- 2017.07.26 : Girls
- 2017.10.18 : Te o Tsunagu Riyū (手をつなぐ理由)

### Digital Downloads
- 2007.12.20 : ~Merry Christmas ver.~
- 2008.02.20 : I don't wanna know
- 2016.06.01 : You & Me
- 2017.04.26 : Pa (パッ)

### Analog
- 2008.02.20 : I ~SiZK "Water Drop" MiX~ )

### Video Releases
- 2011.12.07 : Kanayan Tour 2011 ~Summer~
- 2012.12.19 : Love Voyage ~a place of my heart~
- 2013.04.17 : Kanayan Tour 2012 ~Arena~
- 2013.12.18 : MTV Unplugged Kana Nishino
- 2014.07.09 : Love Collection Tour ~pink & mint~
- 2016.02.03 : With LOVE Tour
- 2017.04.12 : Just LOVE Tour
- ************** : Many Thanks Tour

### Compilations / Other
- 2009.03.04 : KARUTETTO - L.I.F.E.2 (#6 I♥Koi feat. Nishino Kana)
- 2009.03.18 : TARO SOUL - SOUL SPIRAL (#11 Kono Kyoku Tomarumade wa... feat. Nishino Kana
- 2009.04.22 : THE BEST OF SOUL EATER (#3 Style.)
- 2009.05.27 : WISE - LOVE QUEST (#2 Aenakutemo feat. Nishino Kana)
- 2009.07.29 : BERRY JAM PARADISE mixed by DJ MAYUMI (#19 Aenakutemo feat. Nishino Kana)
- 2009.09.02 : J-Girls' Celebrity Mix (#19 MAKE UP [J-Girls' Celebrity Mix ver.])
- 2009.09.16 : m-flo TRIBUTE ~maison de m-flo~ (#4 Yours only feat. WISE)
- 2009.11.25 : DJ KAORI - DJ KAORI'S JMIX III (#27 Aenakutemo feat. Nishino Kana)
- 2009.12.16 : Ai no Uta 3 (#7 Aenakutemo feat. Nishino Kana)
- 2010.01.27 : NERDHEAD - BRAVE HEART feat. Nishino Kana
- 2010.04.07 : NERDHEAD - BEGINNING OF THE END (#2 BRAVE HEART feat. Nishino Kana)
- 2010.12.08 : INFINITY16 - INFINITY16 BEST (#1 Mafuyu no Orion welcomez MINMI & Nishino Kana)
- 2011.03.16 : WISE - By your side feat. Nishino Kana
- 2011.05.11 : WISE - Heart Connection ~BEST COLLABOLATIONS~ (#1 By your side feat. Nishino Kana)
- 2012.07.18 : NARUTO GREATEST HITS!!!!! (#13 if)
- 2012.08.22 : MINMI - MINMI BEST Ame Nochi Niji 2002-2012 (#9 Mafuyu no Orion (2012 ver.) (INFINITY 16 welcomez MINMI & Kana Nishino)